# Banarhat Tea Garden
Banarhat Tea Garden è una suddivisione dell'India, classificata come census town, di 14.431 abitanti, situata nel distretto di Jalpaiguri, nello stato federato del Bengala Occidentale. In base al numero di abitanti la città rientra nella classe IV (da 10.000 a 19.999 persone).

## Geografia fisica
La città è situata a 26° 47' 17 N e 89° 02' 27 E.

## Società

### Evoluzione demografica
Al censimento del 2001 la popolazione di Banarhat Tea Garden assommava a 14.431 persone, delle quali 7.485 maschi e 6.946 femmine. I bambini di età inferiore o uguale ai sei anni assommavano a 2.017, dei quali 1.042 maschi e 975 femmine. Infine, coloro che erano in grado di saper almeno leggere e scrivere erano 7.968, dei quali 4.691 maschi e 3.277 femmine.